# Balıkesir
Balıkesir je město v Turecku, hlavní město stejnojmenné provincie v Marmarském regionu. V roce 2009 žilo ve městě 259 157 obyvatel. Balıkesir je známý jako sídlo univerzity, kde v současnosti působí asi 25 000 studentů, kteří tak tvoří zhruba 10 % obyvatelstva. Ekonomika je založena jak na zemědělství, tak na průmyslu. Nachází se 173 km od Izmiru, 390 km od Istanbulu a 530 km od Ankary.
V roce 1897 postihlo Balıkesir zemětřesení, které zničilo velkou část města.